# Nguyễn Hồng Nguyên
Nguyễn Hồng Nguyên là một tướng lĩnh của lực lượng Công an nhân dân Việt Nam với quân hàm Thiếu tướng. Ông hiện giữ chức vụ Phó Bí thư Đảng ủy, Phó Chủ nhiệm Ủy ban Kiểm tra Đảng ủy Công an Trung ương, nguyên Phó Chánh Văn phòng Bộ Công an (Việt Nam).

## Tiểu sử
Nguyễn Hồng Nguyên là đảng viên Đảng Cộng sản Việt Nam.
Tháng 9 năm 2015, Nguyễn Hồng Nguyên là Đại tá công an, Phó cục trưởng Cục Chính trị an ninh, Bộ Công an.
Tháng 10 năm 2018, Nguyễn Hồng Nguyên là Đại tá, Phó Chánh Văn phòng Đảng ủy Công an Trung ương, Phó Chánh Văn phòng Bộ Công an.
Tháng 2 năm 2019, Nguyễn Hồng Nguyên là Đại tá, Phó Chánh Văn phòng Bộ Công an.
Tháng 7 năm 2019, ông được thăng quân hàm Thiếu tướng Công an nhân dân Việt Nam.
Từ tháng 7 năm 2019 đến tháng 6 năm 2020, ông là Phó Chủ nhiệm Ủy ban Kiểm tra Đảng ủy Công an Trung ương.

## Lịch sử thụ phong quân hàm
| Năm thụ phong | –      | 2019        |
| ------------- | ------ | ----------- |
| Quân hàm      |        |             |
| Cấp bậc       | Đại tá | Thiếu tướng |